# Romance em três volumes
Os romance em três volumes foi uma forma padrão de publicação da literatura britânica de ficção durante o século XIX, período expressivo no desenvolvimento do romance moderno ocidental enquanto literatura popular.

## História

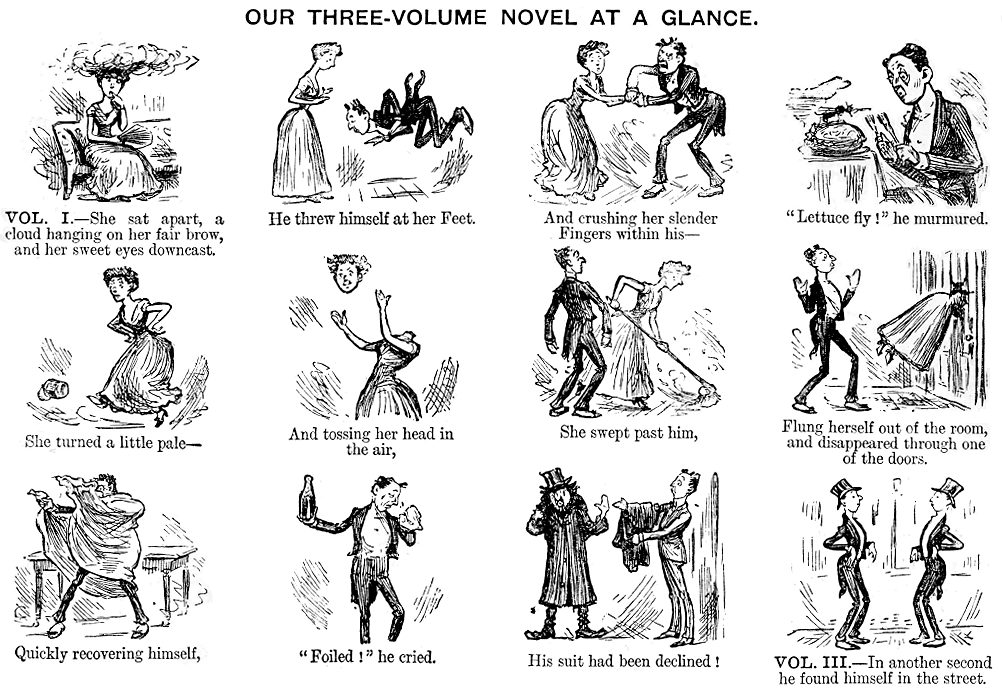
Uma caricatura da revista Punch, de 1885, zombando dos clichês atribuídos aos romances em três volumes.

Os romances em três volumes começaram a ser produzidos pela casa editorial edimburguesa de Archibald Constable no início do século XIX. Constable foi um dos editores mais importantes da década de 1820 e fez sucesso publicando caras edições em três volumes das obras de Walter Scott, sendo a primeira delas o romance histórico Kenilworth, publicado em 1821.
Essa prática continuou até que, em 1826, a empresa de Constable entrou em falência, arruinando financeiramente Scott e Constable. Como a empresa de Constable entrou em falência, o editor Henry Colburn rapidamente adotou o formato em três volumes nos livros que publicava. O número de romances em três volumes que ele publicava anualmente pulou de seis, em 1825, para 30, em 1828, e 39, em 1829. Sob a influência de Colburn, os romances publicados adotaram um formato padrão de três volumes em octavo, vendidos a 31 xelins e seis centavos. O preço e o formato mantiveram-se inalterados por cerca de 70 anos, até 1894.
O valor de venda padronizado do romance em três volumes era equivalente a metade do salário semanal de um modesto empregado doméstico de classe-média. A quantia foi suficiente para dissuadir mesmo pessoas relativamente bem de vida a não comprá-los. Em vez disso, os romances foram emprestados de bibliotecas circulantes pagas, sendo a mais conhecida a de Charles Edward Mudie. Mudie comprava romances em grande escala e vendia-os pela metade do preço praticado no varejo - cinco xelins, o volume. Ele cobrava de seus assinantes a quantia de um guinéu (21 xelins) por ano pelo empréstimo de um volume de cada vez. Um assinante que quisesse pegar emprestado três volumes de uma só vez, a fim de ler todo um romance sem ter que fazer duas viagens adicionais à biblioteca circulante, tinha de pagar uma taxa anual maior.
O alto preço dos livros permitia que editor e autor lucrassem mesmo tendo em vista a baixa quantidade de livros vendidos - romances em três volumes foram, muitas vezes, impressos em tiragens de apenas 750 até 1000 cópias, muitas vezes vendidas antes do lançamento para bibliotecas de assinantes. O sistema incentivava editoras e autores a produzirem o maior número de romances possível devido ao lucro quase garantido, mas limitando, que seria arrecadado.
O romance em três volumes padrão tinha cerca de 900 páginas, com 150 a 200.000 palavras; a média foi de 168.000 palavras distribuídas em 45 capítulos. Era comum aos romancistas firmarem contratos que especificavam um número definido de páginas a serem preenchidas. Se escrevessem menos do que o acordado, poderiam ser incentivados a produzir mais ou mesmo dividir o texto em mais capítulos, já que cada novo capítulo deveria preencher uma página inteira. Em 1880, Rhoda Broughton recebeu a oferta de £750 de seu editor pelos dois volumes de seu romance Second Thoughts. No entanto, ele a ofereceu £1200 caso pudesse adicionar um terceiro volume.
Fora do sistema de subscrição das bibliotecas, o público poderia ter acesso à literatura de forma fragmentada, o folhetim. Um romance era vendido mensalmente em cerca de 20 partes, cada uma a um xelim. Esta forma de publicação foi usada para a primeira publicação de muitas das obras de Charles Dickens, Anthony Trollope e William Thackery. Muitos dos romances de autores como Wilkie Collins e George Eliot foram publicados pela primeira vez de forma seriada em revistas semanais ou mensais, que começaram a se tornar populares em meados do século XIX. Os editores também ofereciam reimpressões baratas de edições de muitas obras, que custavam de um a dois xelins. Apesar disso, frequentemente havia um longo espaço de tempo antes de uma nova reimpressão ser lançada. Quem quisesse ler os livros mais recentes não tinha escolha a não ser pegar emprestado as edições em três volumes de alguma biblioteca de subscrição.
A forma mais barata e popular dos livros de ficção era, por vezes, referida pejorativamente como penny dreadfuls, em alusão ao valor que eram vendidas, um centavo, e ao conteúdo que causava espanto ao leitor. Estes eram populares entre os homens jovens trabalhadores, e, muitas vezes, tinham histórias sensacionalistas com criminosos, detetives, piratas ou elementos sobrenaturais.
Os romances em três volumes desapareceram quando, em 1894, Mudie e W. H. Smith pararam de comprá-los.